# Mission: Impossible – Ghost Protocol

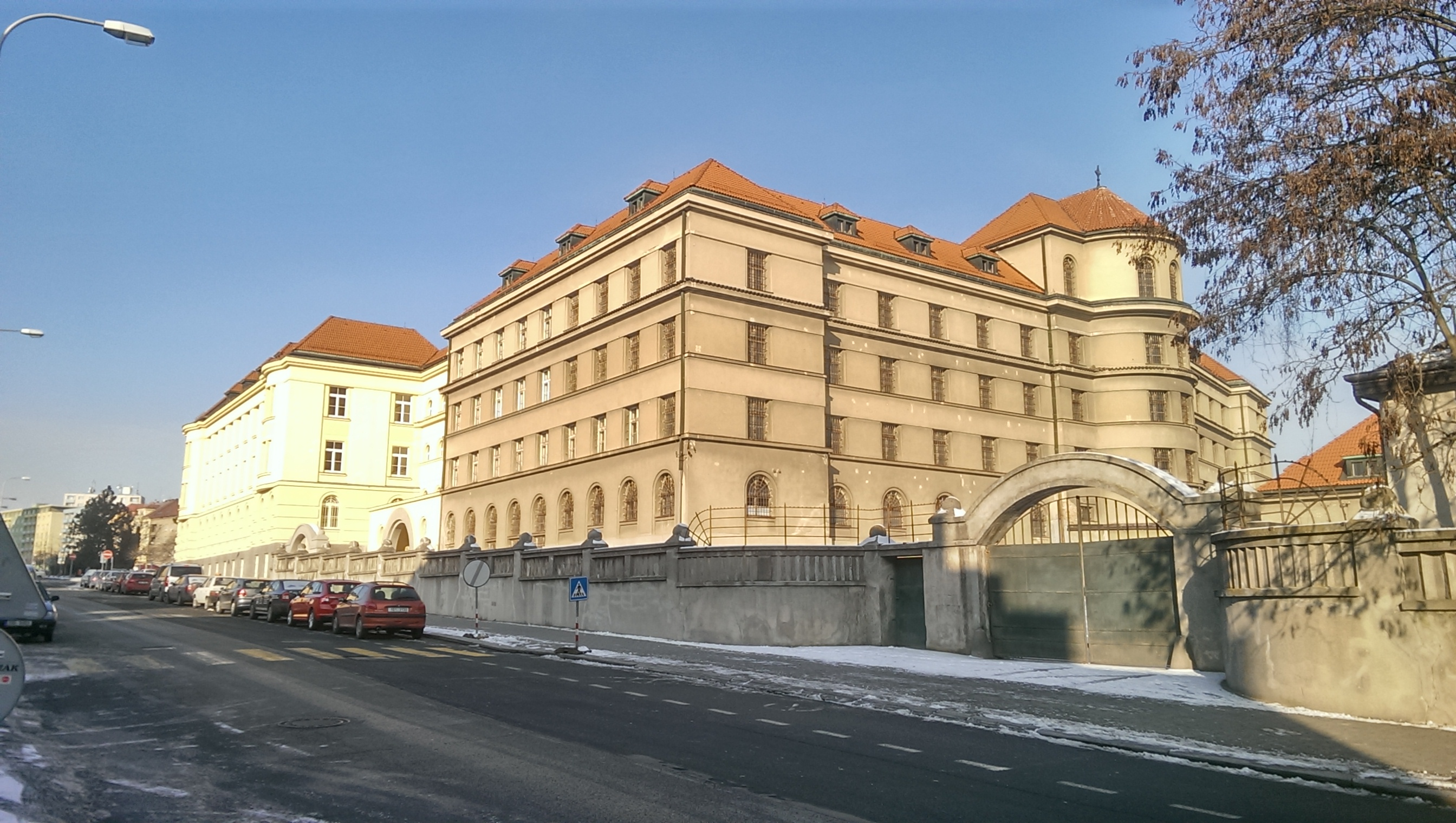
Bývalá věznice v Mladé Boleslavi, která ve filmu představovala ruský žalář

Mission: Impossible – Ghost Protocol je americký film z roku 2011 režírovaný Bradem Birdem. Snímek představuje čtvrté pokračování série Mission: Impossible.
Hlavní postavu agenta IMF Ethana Hunta ztvárnil, jako v předchozích filmech Tom Cruise.
Natáčelo se v Moskvě, Dubaji, Praze, Mladé Boleslavi, Bombaji a ve Vancouveru.

## Děj
Agent Ethan Hunt operuje v Kremlu. Poté, co ho jeho tým dostane z ruského vězení, je nasazen do mise, v rámci které má zajistit odpalovací kódy k jaderným hlavicím a identitu jednoho ruského špióna.
Americký prezident se ovšem od této operace distancuje, a tak Ethan operuje pouze s týmem, který ho dostal z vězení a spolupracuje s šéfanalytikem, kterého ztvárnil Jeremy Renner. Ten přežil útok na kolonu ministra zahraničí.
Ukáže se, že na šéfanalytika je příliš dobrý. Dříve také působil v aktivní službě, ale bylo nutno provést šedou operaci a došlo k jeho přeřazení. Zajištění odpalovacích kódu se však zvrtne a tak je nutno rakety znefunkčnit jinak…

## Obsazení
| Tom Cruise        | Ethan Hunt          |
| Jeremy Renner     | William Brandt      |
| Simon Pegg        | Benji Dunn          |
| Paula Patton      | Jane Carterová      |
| Michael Nyqvist   | Kurt Hendricks      |
| Vladimir Mashkov  | Anatoly Sidorov     |
| Samuli Edelmann   | Marius Wistrom      |
| Ivan Shvedoff     | Leonid Lisenker     |
| Anil Kapoor       | Brij Nath           |
| Léa Seydouxová    | Sabine Moreauová    |
| Josh Holloway     | Trevor Hanaway      |
| Pavel Kříž        | Marek Stefanski     |
| Michelle Monaghan | Julia Meade-Huntová |